# 34-es busz (Győr)
A győri 34-es jelzésű autóbusz az Autóbusz-állomás és a Ménfőcsanak, Sokorópátkai út megállóhelyek között közlekedik. A vonalat a Volánbusz üzemelteti.

## Közlekedése
A vonalat a 7040 Győr - Tényő - Sokorópátka - Gic - Pápateszér viszonylatú regionális autóbuszjáratok szolgálják ki.

## Útvonala
| Ménfőcsanak, Sokorópátkai út felé | Autóbusz-állomás felé |
| --- | --- |
| Autóbusz-állomás – Eszperantó út – Tihanyi Árpád út – Vasvári Pál utca – Szent Imre út – – – Királyszék út – Győri út – Sokorópátkai út – Ménfőcsanak, Sokorópátkai út | Ménfőcsanak, Sokorópátkai út – Sokorópátkai út – Győri út – Királyszék út – – – Szent Imre út – Vasvári Pál utca – Tihanyi Árpád út – Eszperantó út – Zrínyi utca – Hunyadi utca – Autóbusz-állomás |

## Megállóhelyei
Az átszállási kapcsolatok között a 32-es, 36-os és 37-es buszok nincsenek feltüntetve.
| 0  | Autóbusz-állomás végállomás                        | 30 | 1, 1A, 2, 2B, 27 Távolsági járatok S10 G10 , IC, InterRégió, EC, EN, ER, gyorsvonat, expresszvonat, | Győr Helyközi autóbusz-állomás, Munkaügyi központ, Volánbusz Zrt. forgalmi iroda, Leier City Center, Posta |
| ∫  | Nádor aluljáró                                     | 28 | 19, 19A                                                                                             | LIDL, Volánbusz Zrt., Vám- és Pénzügyőrség Regionális Ellenőrzési Központ, Deák Ferenc Szakközépiskola |
| 3  | Malom liget                                        | ∫  | 9, 9A, 11, 11Y, 19, 19A, 27                                                                         | Malom liget |
| 6  | Tihanyi Árpád út, kórház                           | 25 | 2, 2B, 11, 11Y, 14, 14B, 25, 38, 38A                                                                | Petz Aladár Megyei Oktató Kórház, Erzsébet Ligeti Óvoda Vuk Tagóvodája |
| ∫  | Vasvári Pál utca, kórház, főbejárat                | 21 | 6, 11, 11Y, 14, 14B, 23, 23A, 24, 25, 26, 28                                                        | Petz Aladár Megyei Oktató Kórház, Győr Plaza, Gyermekvédelmi Központ, Adyvárosi tó, PENNY MARKET |
| 8  | Nádorvárosi köztemető                              | 18 | 14B, 20Y                                                                                            | Nádorvárosi köztemető |
| 9  | 83-as út, Szentlélek templom                       | 16 | 20Y                                                                                                 | Nádorvárosi köztemető, Szentlélek templom, Győri Műszaki Szakképzési Centrum Pattantyús-Ábrahám Géza Ipari Szakgimnáziuma és Szakközépiskolája |
| 11 | Győrújbaráti elágazás (Korábban: Pápai úti vámház) | 13 | 1, 20Y, 21, 21B, 22, 22B, 22Y                                                                       | MÖBELIX, ALDI, Family Center |
| 12 | 83-as út, TESCO áruház                             | 12 | 1, 20Y, 21, 21B, 22, 22B, 22Y                                                                       | TESCO Hipermarket, Family Center, XXXLutz ALDI |
| 13 | Decathlon áruház                                   | 10 | 1, 20Y, 21, 21B, 22, 22B, 22Y                                                                       | Decathlon Áruház, Reál Élelmiszer |
| 15 | Ménfőcsanak, Királyszék út                         | 8  | 1, 20Y, 21, 21B, 22, 22B, 22Y                                                                       | Ménfőcsanak felső |
| 16 | Ménfőcsanak, malom                                 | 6  | 21, 21B, 22, 22B, 22Y                                                                               | |
| 18 | Győri út, iskola                                   | 4  | 21, 21B, 22, 22B                                                                                    | Petőfi Sándor Általános Iskola, Ménfőcsanaki Művelődési Ház, Bezerédj-kápolna, Dr. Kovács Pál Megyei Könyvtár és Közösségi Tér Ménfőcsanaki Fiókkönyvtára, Ménfőcsanaki Bölcsőde, Bezerédi úti focipálya, Győzelem utcai óvoda, Posta, Bezerédj park |
| 20 | Ménfőcsanak, vendéglő                              | 2  | 20Y, 21, 21B, 22, 22B                                                                               | Nagyboldogasszony templom, Evangélikus templom |
| 21 | Ménfőcsanak, Győri út, körforgalom                 | 1  | 20Y, 21, 21B, 22, 22B                                                                               | Evangélikus templom |
| 23 | Ménfőcsanak, Sokorópátkai út                       | 0  | | |